# 성옥염
성옥염 상궁(成玉艶 尙宮, 1921년 ~ 2001년 5월 4일)은 창덕궁 낙선재 궁인 가운데 끝까지 남았었던 세 사람(김명길, 박창복)의 상궁 중에서 가장 젊은 상궁이었다.

## 생애
그녀의 학력은 보통학교(초등학교) 수준이었지만 성격이 차분하고 손끝이 야물어 15세 때에 창덕궁의 침방(針房) 나인으로 입궁하였으며, 1945년 8.15 광복(해방)이 되던 그 직후까지 있었다가 안동별궁(安洞別宮)의 폐지에 따라 본궁(本宮)으로 들어와 있었다. 이후 1950년 한국 전쟁 때 순정효황후 윤씨를 모시고 피난살이와 정릉의 백씨 별장의 우거(寓居)살이를 거쳐 창덕궁 낙선재로 돌아왔다.
1966년 순정효황후가 훙서하고 3년상까지 치르고 나온 뒤에, 무의탁 노인시설인 서울 노원구 중계복지관과 보문사(普門寺)에 소속된 '신자' 아파트에서 노년을 보냈다.

### 사망
2000년 9월부터 신부전증으로 서울 강남종합병원에서 투병해오다가 2001년 5월 4일 오후 6시 50분 서울 강남종합병원에서 향년 82세를 일기로 별세하였는데, 당시 지갑에 들어 있던 23,000원이 유품의 전부였다고 한다.
그녀의 유언은 "저 세상에 가서도 곁에서 모실 수 있도록 순정효황후의 위패가 모셔져 있는 백운사에서 49재를 지내달라"였다.
2001년 5월 6일 오전 경기도 고양시 덕양구 벽제읍의 서울시립화장장에서 시신을 화장하였으며, 고인의 유언에 따라 화장한 후 순정효황후의 위패를 모신 강원도 강릉의 백운사에서 49재를 치르고 위패를 안치하였다.

## 같이 보기
- 순정효황후
- 창덕궁
- 김명길
- 박창복